# Conchita Puig
Concepción Puig Barata detta Conchita (Aiguafreda, 18 gennaio 1953) è un'ex sciatrice alpina spagnola.

## Biografia
Sciatrice polivalente, in Coppa del Mondo la Puig esordì il 23 gennaio 1969 a Saint-Gervais-les-Bains in slalom speciale, senza completare la prova, e ottenne il primo piazzamento il 31 gennaio seguente a Sankt Anton am Arlberg in discesa libera (55ª). Ai Mondiali di Val Gardena 1970, suo esordio iridato, si classificò 9ª nella combinata; in Coppa del Mondo conquistò i primi punti il 9 gennaio 1971 a Oberstaufen, chiudendo al 6º posto in slalom gigante, e l'anno dopo prese parte agli XI Giochi olimpici invernali di Sapporo 1972 (validi anche come Mondiali 1972), sua unica presenza olimpica, classificandosi 29ª nella discesa libera e non completando lo slalom gigante e lo slalom speciale.
In Coppa del Mondo ottenne il suo unico podio nello slalom speciale disputato a Schruns il 2 febbraio 1973 (3ª dietro a Rosi Mittermaier e a Patricia Emonet), l'ultimo piazzamento il 6 dicembre 1973 a Val-d'Isère in discesa libera (68ª) e prese per l'ultima volta il via il 16 gennaio 1974 a Les Diablerets in slalom speciale, senza completare la gara; ai successivi Mondiali di Sankt Moritz 1974 fu 23ª nello slalom gigante e 9ª nello slalom speciale e in quell'anno, che fu la sua ultima stagione agonistica, vinse la classifica di slalom gigante della Coppa Europa, dove si piazzò anche al 2º posto in quella generale.

## Palmarès

### Coppa del Mondo
- Miglior piazzamento in classifica generale: 20ª nel 1971
- 1 podio:
  - 1 terzo posto

### Coppa Europa
- Miglior piazzamento in classifica generale: 2ª nel 1974[6]
- Vincitrice della classifica di slalom gigante nel 1974[6]